# Ieoh Ming Pei

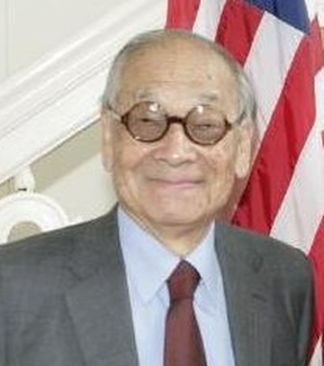
I. M. Pei, 2006

Ieoh Ming Pei (chinesisch 貝聿銘 / 贝聿铭, Pinyin Bèi Yùmíng, W.-G. Pei Yü-Ming, Jyutping Bui3 Jyut6ming4; * 26. April 1917 in Guangzhou, China; † 16. Mai 2019 in New York City) war ein chinesisch-amerikanischer Architekt, dessen Baustil der Klassischen Moderne verpflichtet ist. Er gilt als einer der bedeutendsten Architekten der Gegenwart. Anfangs allein, später zusammen mit mehreren Partnern, leitete er seit 1955 ein Büro mit zeitweilig 300 Mitarbeitern, das mehr als 200 große Projekte betreut hat. Seine Bauwerke – insbesondere Museen – sind auf drei Kontinenten zu finden.

## Leben

### Kindheit und Jugend in China
I. M. Pei kam als Nachfahr einer namhaften wohlhabenden Suzhouer Familie in Guangzhou (Kanton) zur Welt. Sein Vater war ein leitender Angestellter der Bank of China, 1927 wurde er in die Zentrale der Bank in Shanghai versetzt. Die Mutter, eine künstlerisch gebildete Frau und praktizierende Buddhistin, die ihm näher stand als der Vater, starb an Krebs, als er 13 Jahre alt war. Zur Schule ging Pei in Shanghai in einem Internat, das von amerikanischen Missionaren geleitet wurde. Dort wurden nordamerikanische Standards vermittelt, die Schüler trugen westliche Schulkleidung, die bevorzugten Sportarten waren Basketball und Tennis. Einen Kontrast zu dieser Umgebung erlebte Pei während der Sommerferien in Suzhou nordwestlich von Shanghai bei seinem Großvater, der ihn mit traditionellen chinesischen Werten vertraut machte, mit Familiensinn und den Lehren des Konfuzius. Die frühen Erfahrungen mit beiden Welten hat Pei später wiederholt als Gewinn bezeichnet. Im ostasiatischen Geschäftszentrum Shanghai entstanden damals die ersten Hochhäuser, von denen Pei sehr beeindruckt war. Er beschloss, moderne Architektur zu studieren, was nur in Übersee möglich war. Im August 1935 reiste Pei in die Vereinigten Staaten und schrieb sich nach kurzem Aufenthalt in Philadelphia am Massachusetts Institute of Technology (MIT) ein.

### Ausbildung in den USA
Am MIT wurde damals sehr konservativ gelehrt; man zeichnete antike Bauten und sah in ihnen das höchste Ideal. Einen Ausweg fand Pei im Selbststudium von Zeitschriften über moderne europäische Architektur und vor allem in den Büchern von Le Corbusier („meine Bibel“). Zwei Tage, an denen Le Corbusier Vorträge am MIT hielt, bezeichnete Pei später als „die zwei wichtigsten Tage in meinem beruflichen Leben“. 1940 bestand er die Prüfung zum Bachelor. Sein Vater riet nachdrücklich davon ab, nach China zurückzukehren; das Land befand sich seinerzeit im Krieg mit Japan.

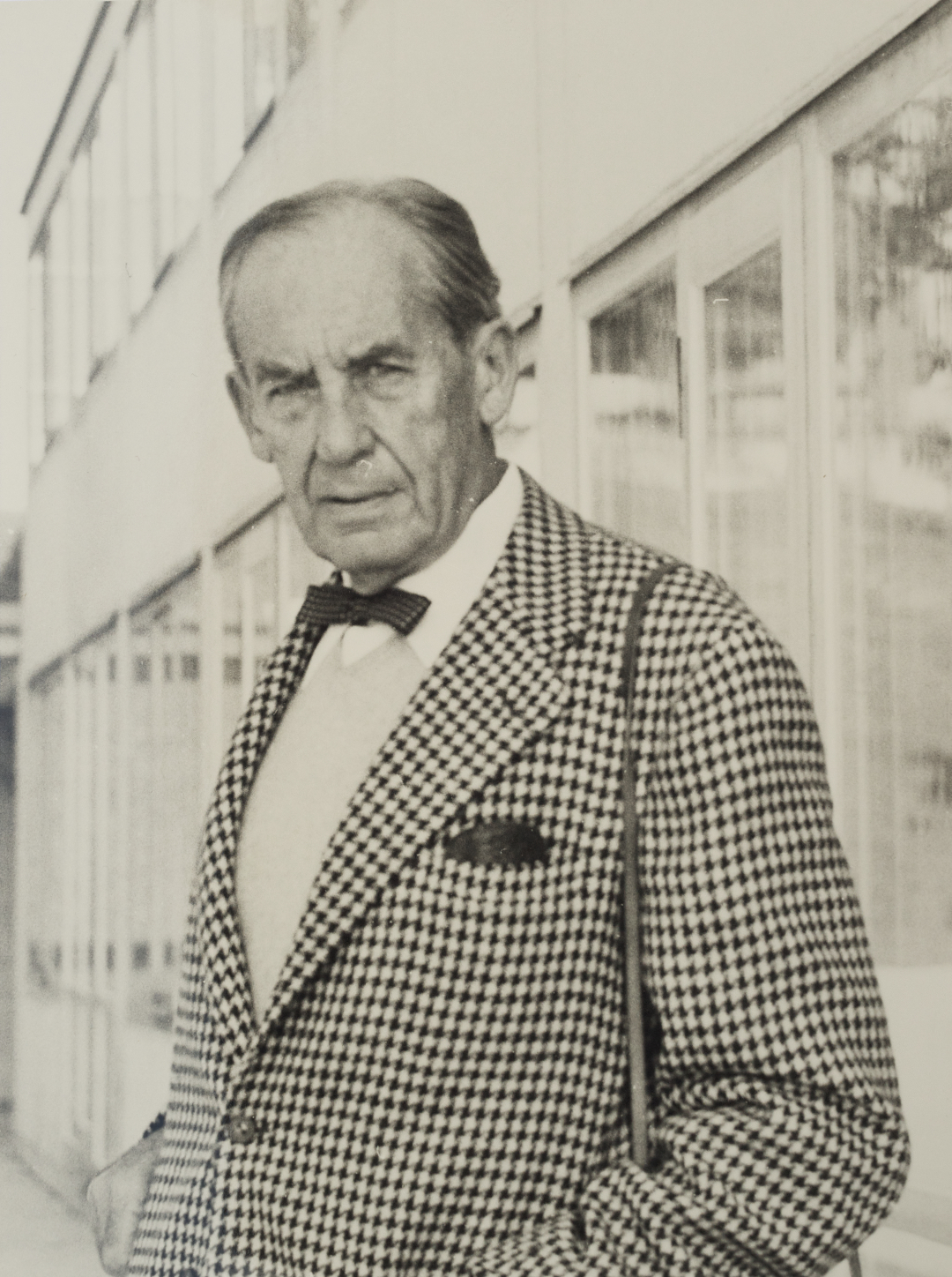
Förderer Walter Gropius (1955)

Nach kurzer Arbeit als Zeichner in einem Bostoner Ingenieurbüro begann Pei im Dezember 1942 sein Masterstudium als Stipendiat in Harvard. Sechs Monate später – die USA waren inzwischen Kriegspartei im Zweiten Weltkrieg – meldete er sich freiwillig für das National Defense Research Committee in Princeton und wurde dort mit militärischen Aufgaben beschäftigt. Im Herbst 1945 konnte er sein Studium an der Graduate School of Design in Harvard fortsetzen. Walter Gropius, der seit 1938 Leiter dieser Schule war, bot ihm eine Stelle als Assistant Professor an. Gropius war als Gründer des Bauhauses einer der maßgeblichen Vertreter der modernen Architektur und hatte weitgehende Vorstellungen von deren Aufgaben in der Gesellschaft. Sein Lehrplan umfasste Architektur, Stadtplanung und Landschaftsarchitektur; historische Studien spielten eine geringere Rolle. Seine Studenten sollten technische, ökonomische und soziale Bedingungen berücksichtigen und jede Entscheidung bis ins Detail begründen können. Teamarbeit hatte einen hohen Stellenwert. Pei sah in Gropius einen hervorragenden Lehrer, dem er viel zu verdanken hatte, dessen Regeln er in seiner Arbeit weiter entwickelte und nie völlig außer Acht ließ. Wegen dieser Haltung wird Pei von den Verfechtern der Postmoderne gelegentlich kritisch beurteilt, von den Anhängern der Klassischen Moderne aber als deren Vollender gefeiert. Ein weiterer wichtiger Lehrer war Marcel Breuer, der zusammen mit Gropius nach Harvard kam und hier ebenfalls als Professor arbeitete.
Nachdem Pei 1946 mit einem von Gropius hoch gelobten Museumsentwurf seinen Abschluss als Master gemacht hatte, setzte er zunächst seine Lehrtätigkeit in Harvard fort – in China herrschte seinerzeit Bürgerkrieg zwischen den Anhängern Mao Zedongs und denen Chiang Kai-sheks. Noch bevor der Krieg 1949 entschieden wurde, entschloss sich Pei, in den USA zu bleiben.

### Chefarchitekt bei Webb & Knapp
William Zeckendorf, ein New Yorker Immobilienunternehmer, machte Pei 1948 das Angebot, Direktor der Entwurfsabteilung in seiner Firma Webb & Knapp zu werden. Er hatte einen Mitarbeiter des Museum of Modern Art (MoMA) gebeten, ihm „den größten unbekannten Architekten des Landes“ zu vermitteln. Pei, der bis dahin kein einziges Gebäude fertiggestellt hatte, wurde ihm vorgestellt, und „es war Verständnis und Zuneigung auf den ersten Blick“, wie Zeckendorf in seinen Memoiren schrieb. Im Herbst zog Pei nach New York und trat seine neue Stelle an. Seine akademischen Kollegen waren wegen des vermeintlichen beruflichen Abstiegs höchst befremdet.
Zwischen Zeckendorf und dem jungen Architekten entwickelte sich ein freundschaftliches Verhältnis, Pei erhielt weitgehende Freiheiten, nahm an allen geschäftlichen Entscheidungsprozessen teil und lernte so Entscheidendes über die Hintergründe des Baugeschäfts. Die Branche erlebte einen Boom, als ein Bundesgesetz von 1949 (Federal Housing Act) umfangreiche Mittel für die Erneuerung problematischer Stadtteile verfügbar machte. Nun konnten überall in den USA ganze Stadtviertel abgerissen und private Investoren mit Neubauten beauftragt werden. Für Zeckendorf und seinen Chefarchitekten waren das ideale Voraussetzungen und Pei musste seine Abteilung erheblich erweitern. Diese oft rücksichtslose Form der Sanierung hat später auch Pei kritisch beurteilt, er hielt die gesellschaftliche Bilanz aber insgesamt für positiv.

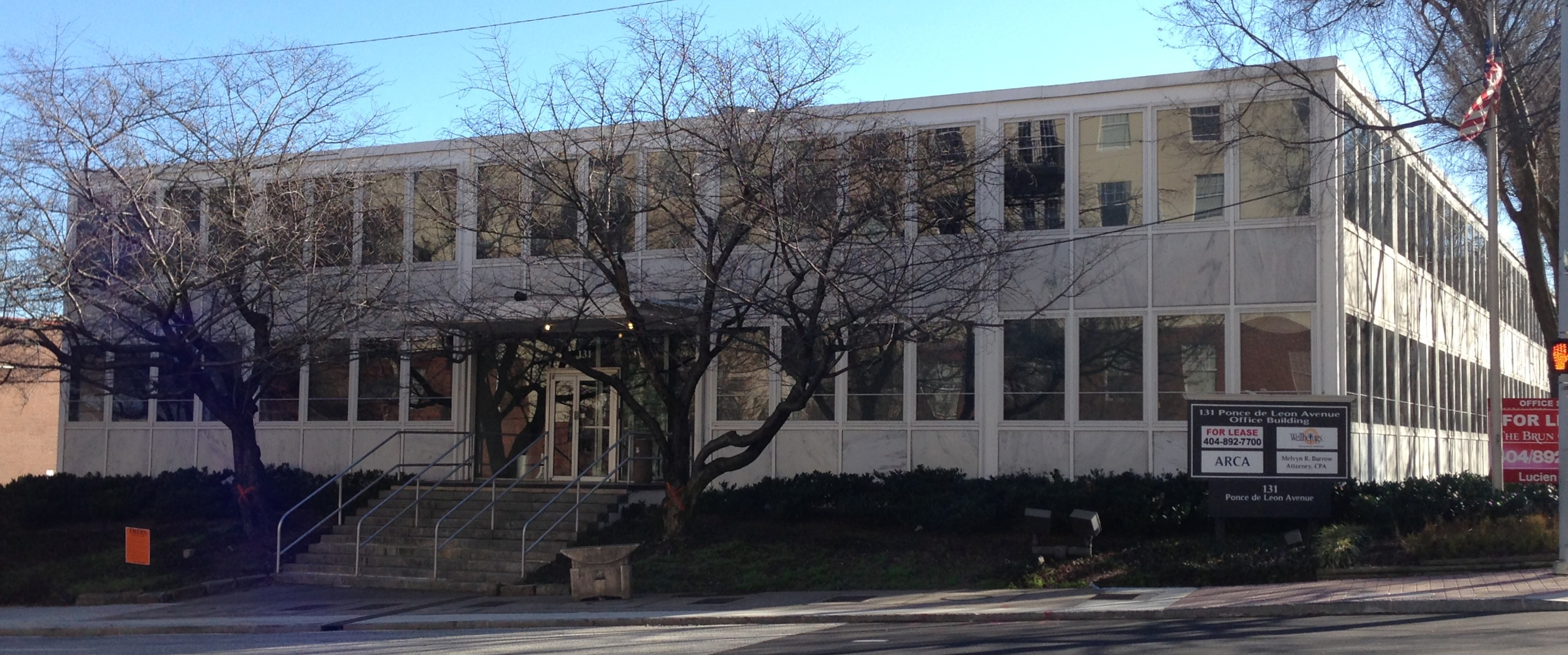
Das heute teilweise in einen Neubau integrierte Gebäude an der Ponce de Leon Avenue in Atlanta (Georgia) gilt als Peis Erstlingswerk

Viele seiner Bauten erhielten gute Kritiken. Er orientierte sich bei seinen Entwürfen vor allem an der Architektur von Ludwig Mies van der Rohe; Peis eigenes Wochenendhaus in Katonah (New York) (1952) bezieht sich unmittelbar auf dessen berühmtes Farnsworth House in Plano (1951). Diese konstruktionsbetonte Stahl- und Glasarchitektur trat bei ihm in den 1960er Jahren zunehmend in den Hintergrund, wurde aber weiter verfolgt bei einigen Hochhäusern (z. B. Bank of China, Hongkong) und in Form verglaster Raumfachwerke als Gebäudeabschluss (z. B. Pyramide/Louvre). Hier ist auch ein Einfluss von Buckminster Fuller oder Max Mengeringhausen denkbar.
Um nicht ständig anonym hinter dem Firmennamen zu verschwinden, gründete er 1955 „I. M. Pei & Associates“. Im selben Jahr erhielt er die US-Staatsbürgerschaft. Mit etwa 70 Angestellten arbeitete Pei weiterhin ausschließlich für Webb & Knapp, bis man sich 1960 in gutem Einvernehmen trennte. Pei nahm nun auch andere Aufträge an, blieb aber als Mieter in den gewohnten Räumen, bis Zeckendorfs Firma 1965 insolvent wurde.

### Berufliche Unabhängigkeit
Schon der Einstieg in die völlige Selbständigkeit verlief erfolgreich. Auf Vorschlag einer Gruppe von Architekturprofessoren wurde Pei 1961 mit dem Neubau des National Center for Atmospheric Research bei Boulder (Colorado) beauftragt. Der Bauplatz lag am Fuße der Rocky Mountains. Pei orientierte sich am traditionellen Stil der Pueblo-Indianer. Er entwarf ein Ensemble aus fünfgeschossigen Türmen und flachen Gebäudeteilen. Der Beton wurde nach dem Vorbild des rötlichen Steins der Umgebung eingefärbt, die Oberfläche aufgeraut. Die archaisch anmutende Anlage erinnert etwas an die Arbeiten von Paul Rudolph, Louis I. Kahn oder Le Corbusier.
1964 erhielt Pei den Auftrag, der ihn auch international bekannt machte. Jacqueline Kennedy Onassis, die Witwe des 1963 ermordeten Präsidenten, beauftragte ihn mit dem Bau der John-F.-Kennedy-Präsidentenbibliothek unmittelbar neben der Harvard University. Der Plan ließ sich allerdings gegen den Widerstand der Nachbarschaft nicht durchsetzen, erst 1979 konnte die Gedenkstätte an anderer Stelle, im Hafenbezirk von Boston, eingeweiht werden. Das Bauwerk gehört nicht zu Peis besten Leistungen, verschaffte ihm jedoch durch die Freundschaft mit Jackie Kennedy Onassis hervorragende Kontakte zu späteren Auftraggebern.
Die von Pei gegründete Firma durchlief mehrere Veränderungen. Seit 1966 hieß sie „I. M. Pei & Partners“, seit 1989 „Pei Cobb Freed & Partners“. Zeitweilig leiteten drei seiner Kompagnons jeweils eigene Teams. Pei blieb der führende Kopf des Unternehmens. Als hervorragender Verkäufer, dem es wichtig war – und auch meist gelang – Menschen zu überzeugen, war er unermüdlich weltweit unterwegs. Er beschaffte Aufträge, organisierte, beurteilte Entwürfe und fand noch Zeit, als „Principal Design Partner“ eine Vielzahl von Bauten und Projekten selbst zu betreuen.

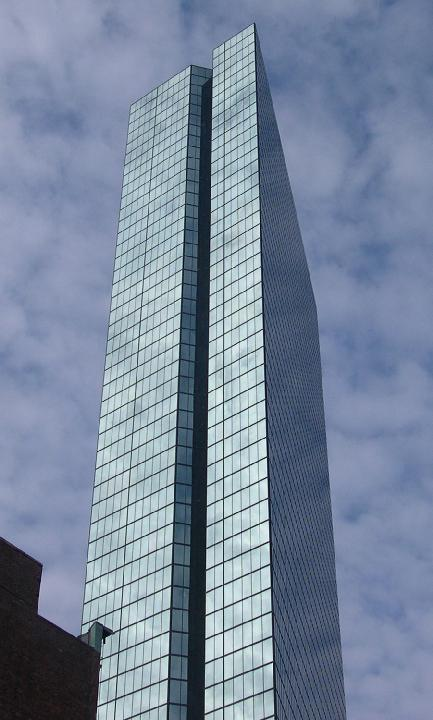
John Hancock Tower, Boston

Er konnte allerdings ein Desaster nicht verhindern, das Mitte der 1970er Jahre beinahe zum Ruin der Firma geführt hätte. Einer der Partner wählte für den rundum verspiegelten, 240 m hohen John Hancock Tower in Boston – heute ein Wahrzeichen der Stadt – ein Glas, das in dieser Form zuvor noch nicht verwendet worden war. Bei jedem Sturm lösten sich zahlreiche riesige Scheiben aus der Fassade. Schließlich musste der Turm vollständig neu verglast werden, die Beteiligten verklagten einander auf Schadensersatz. Die Verfahren endeten mit einem außergerichtlichen Vergleich – fünf Jahre nach der ohnehin erheblich verspäteten Einweihung des Hauses. Der Imageschaden für Peis Firma war beträchtlich, prominente Aufträge wurden zurückgezogen, nur mit großer Anstrengung konnte Pei die Verluste in erträglichen Grenzen halten. Zu gleicher Zeit aber und in den darauf folgenden Jahren entstanden einige seiner bedeutendsten Bauten. 1990 schied er aus der Firma aus, behielt jedoch sein Büro und führte seine meist kleineren persönlichen Projekte weiterhin in enger Zusammenarbeit mit dem Unternehmen durch.

### Persönliches
1942 heiratete Pei die Chinesin Eileen Loo (1920–2014, 盧淑華 / 卢淑华,  Lú Shūhuá), die er vier Jahre zuvor in Boston kennengelernt hatte. Sie hatten drei Söhne und eine Tochter. Pei sprach nie über persönliche Dinge, ebenso nicht über Politik. Er wird als liebenswürdiger, geistreicher Gesprächspartner geschildert, der auch in kritischen Situationen nie die Ruhe verlor. Seine Sekretärin glaubt, er habe in ihrer Gegenwart in dreißig Jahren nur ein einziges Mal geflucht. Dabei verursachten seine Entwürfe nicht selten anfangs heftige Widerstände, trugen dann aber meist umso mehr zu seinem Ruhm bei. Immer wieder wurde seine besondere Energie betont, die ihm große Leistungen auch im hohen Alter ermöglichte. Einer seiner Partner formulierte: „Er ist mit einem anderen Satz Batterien ausgestattet als alle anderen.“ Pei selbst sagte über seine Motive: „In mir trage ich den großen Wunsch, etwas hinterlassen zu wollen. Das hat nichts mit Ego zu tun. Ich glaube, man schuldet es der eigenen Existenz, etwas zu hinterlassen, das bleibt.“ Pei starb am frühen Morgen des 16. Mai 2019 in seiner Wohnung in Manhattan.

## Werk

### Vier beispielhafte Bauten

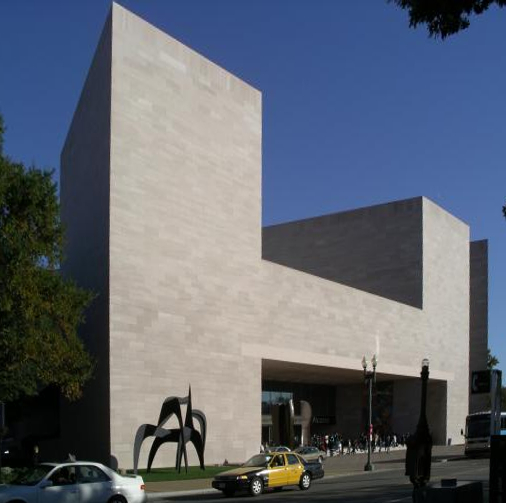
National Gallery of Art, Washington

Washington. Zwischen 1968 und 1978 arbeitete Pei am Erweiterungsbau der National Gallery of Art in Washington, D.C., eines neoklassizistischen Bauwerks von 1941 in der Nähe des Kapitols. Als dieser Ostflügel, das sogenannte „East Building“, im Frühjahr 1978 eröffnet wurde, waren breite Öffentlichkeit und Fachkritik einhellig begeistert. Pei hatte auch zuvor schon Museumsbauten geplant. Hier nun – wie auch später noch mehrmals – bewies er seine außerordentliche Begabung für diese Aufgabe, insbesondere für die durchdachte Verbindung älterer Bauten mit seiner modernen Baukunst. Sein Neubau aus Beton und Glas besteht aus zwei gegeneinander versetzten Dreiecken unterschiedlicher Größe, das Dreieck als durchgehendes Formelement findet sich bis in die Details hinein. Alt- und Neubau sind unterirdisch miteinander verbunden. Die Fassade des Neubaus wurde mit Marmorplatten aus demselben Steinbruch verkleidet, der auch das Material für den Altbau geliefert hatte. Der Mäzen Paul Mellon, der das Projekt finanzierte, nahm Verzögerungen und Kostenüberschreitungen klaglos hin – und Pei bestätigte seinen Ruf als perfektionistischer Architekt für Auftraggeber, die nicht allzu sehr aufs Geld sehen müssen.

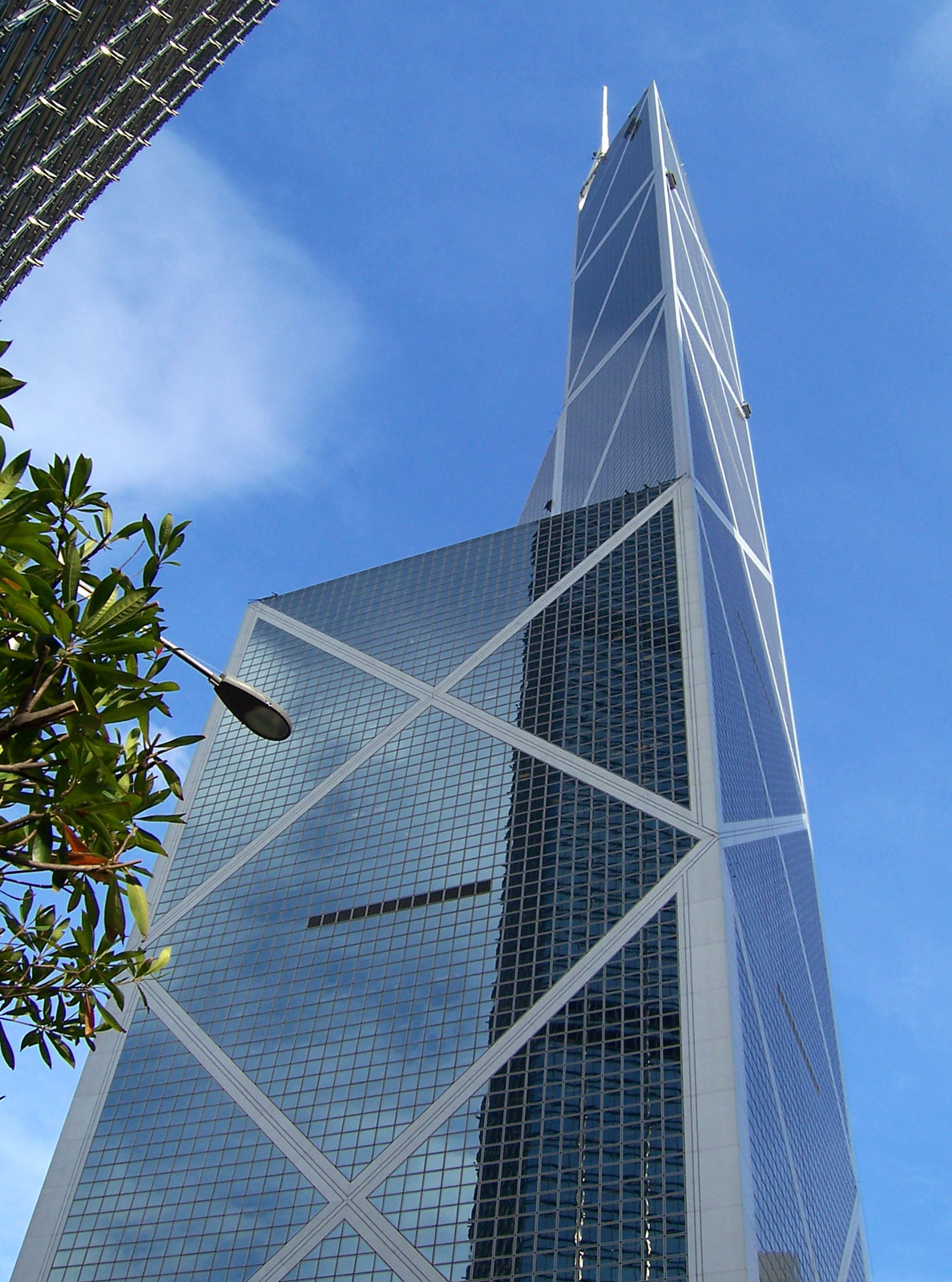
Bank of China Tower, Hongkong

Hongkong. Der Neubau des Bank of China Tower in Hongkong, 1982 begonnen und 1990 beendet, war nach dem Bau eines Hotels in der Nähe Pekings Peis zweites Projekt in China. Sein Vater hatte die Filiale 1918 gegründet. Der Neubau galt – vor der 1997 erfolgten Rückgabe der Stadt vom Vereinigten Königreich – als Hinweis darauf, dass die besondere Situation Hongkongs als liberale Wirtschaftsmetropole auch in Zukunft berücksichtigt würde. Das Massaker auf dem Tian’anmen-Platz in Peking 1989 erschütterte diese Zuversicht und veranlasste Pei zu seiner einzigen politischen Stellungnahme, einem Meinungsartikel in der New York Times. Das Gebäude war mit 315 m damals das höchste Bauwerk außerhalb der USA und fand große Anerkennung. Pei verwendete auch hier wieder das Dreieck als dominierende Form. Er setzte den Bau auf quadratischem Grundriss gewissermaßen aus vier dreikantigen, unterschiedlich hohen Säulen zusammen, die oben mit einer Schräge über mehrere Etagen abschließen. Die vollständig mit Spiegelglas verkleideten Fassaden werden durch kreuzförmige Stahlbänder über jeweils 13 Etagen gestützt.

Grand Louvre, Paris

Paris. Um den Entwurf für die Erweiterung und Sanierung des Grand Louvre in Paris gab es die heftigsten öffentlichen Auseinandersetzungen in Peis Arbeitsleben. Das Museum war das wichtigste Projekt unter den zahlreichen Bauvorhaben („Grands Projets“) des französischen Präsidenten François Mitterrand, der Pei 1982 persönlich mit dem Auftrag betraute. Es ging darum, die ungenügenden räumlichen und technischen Verhältnisse modernen Standards anzugleichen und den Nordflügel, der bisher vom Finanzministerium belegt wurde, zu integrieren. Pei verlegte den eher abseits gelegenen Haupteingang in die Mitte des Ensembles, auf den Ehrenhof, der zuletzt als Parkplatz benutzt worden war, und konzipierte eine unterirdische Eingangssituation mit relativ kurzen Wegen in die drei Flügel des Museums. Der Einstieg durfte nicht an die allgegenwärtigen Métro-Eingänge erinnern und den Eindruck der Barockfassaden nicht schmälern. Pei entschied sich für die Glaspyramide im Innenhof des Louvre, eine zeitlose geometrische Form. Die Entwürfe lösten eine Welle der Empörung aus. Politiker, Kritiker und 90 Prozent der Pariser Bevölkerung lehnten das Vorhaben ab, man sah darin einen Angriff auf ein nationales Symbol – noch dazu durch einen Amerikaner. Pei vertrat unermüdlich seinen Standpunkt, Mitterrand unterstützte ihn, so konnte 1985 mit dem Bau begonnen werden. Schon während der Bauarbeiten änderte sich die Stimmungslage. Nachdem die Pyramide 1989 fertiggestellt war, herrschte allgemeine Begeisterung.

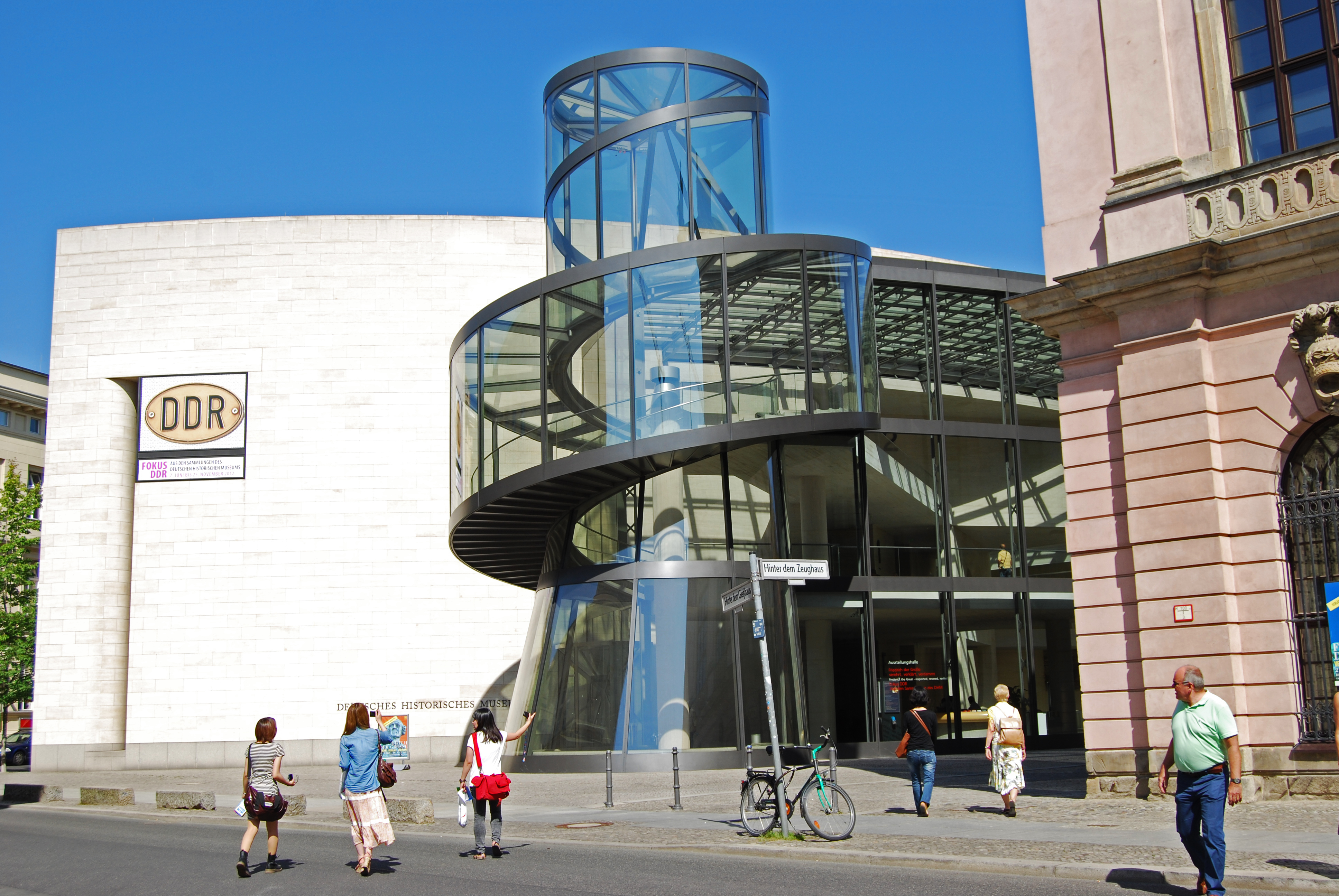
Ausstellungsbau des Deutschen Historischen Museums, Berlin

Berlin. Auch bei dem Ausstellungsbau des Deutschen Historischen Museums (DHM) in Berlin bestand die Aufgabe darin, ein prächtiges, altes Gebäude – das barocke Zeughaus, im historischen Stadtzentrum gelegen – unaufdringlich durch zeitgemäße Architektur zu ergänzen. Im August 1998 begannen die Bauarbeiten, im Mai 2003 wurde die erste Ausstellung im Neubau eröffnet. Auf einem schwierigen Restgrundstück errichtete Pei einen Ausstellungstrakt mit nahezu fensterlosen Wänden, in dem die wechselnden Sonderausstellungen des Museums stattfinden. Zum Altbau hin schließt sich ein haushohes, nach außen vollständig verglastes Foyer an, das auf mehreren Ebenen abwechslungsreich mit dem eigentlichen Ausstellungsbau verschränkt ist. Mit dem Zeughaus ist es durch einen Tunnelgang verbunden, kann aber auch direkt von der Straße her betreten werden. Die filigrane Glas- und Stahlkonstruktion erlaubt wechselnde Ausblicke auf die Nordfassade des Zeughauses und die nähere Umgebung. Nach innen verursacht sie eindrucksvolle Licht- und Schatteneffekte. Lichtgestaltung durch großflächige Glaskonstruktionen ist ein programmatisches Element zahlreicher Bauten, die Pei entworfen hat. In seinen eigenen Worten: „It is not an exaggeration to say that light is the key to architecture“ (Es ist nicht übertrieben zu sagen, dass Licht der Schlüssel zur Architektur ist).

### Auswahl weiterer Arbeiten
- Roosevelt Field Mall, Garden City (New York), 1951–1956
- South-West Washington Urban Renewal Plan, Washington, 1953–1956
- Town Center Plaza (städtebaulicher Masterplan), Washington, 1953–1961
- Washington Square East (städtebaulicher Masterplan), Philadelphia 1957–1959
- Place Ville-Marie, Montreal 1958–1962
- University Plaza (Wohnhochhäuser), New York (mit J. I. Freed), 1961–1966
- FAA Air Traffic Control Towers, 50 Türme in den USA (mit J. I. Freed), 1962–1972
- Polaroid Office and Manufacturing Complex, Waltham (Massachusetts), 1965–1970
- Des Moines Art Center, Erweiterung, Des Moines 1966–1968
- Dallas City Hall, Dallas 1966–1977
- Bedford–Stuyvesant Superblock (13 Wohnblöcke), New York, Brooklyn 1969
- Swissôtel The Stamford, Raffles City (Hotel- und Bürokomplex), Singapur 1973–1986
- John F. Kennedy Presidential Library and Museum, Boston 1977–1979
- IBM Office Building, Purchase (New York) 1977–1984
- Xiangshan/Fragrant Hill Hotel, Peking 1979–1982
- Portland Museum of Art (Erweiterungsbau, 1983)
- Morton H. Meyerson Symphony Center, 1989 in Dallas/Texas eröffnet
- Mount Sinai Medical Center, Erweiterung und Sanierung, New York 1983–1992
- Rock and Roll Hall of Fame and Museum, Cleveland 1987–1995
- Shinji Shumeikai Glockenturm, Shiga (bei Kyōto, Japan) 1988–1990
- Miho Museum, Shiga 1991–1997 (bei Kyōto, Japan)
- Musée d’Art Moderne Grand-Duc Jean, Luxemburg 1999–2006[8]
- Neuer Flügel des Suzhou-Museums in Suzhou, China 2002–2006[9]
- Museum für Islamische Kunst (Doha), Katar, 2008 eröffnet[10]

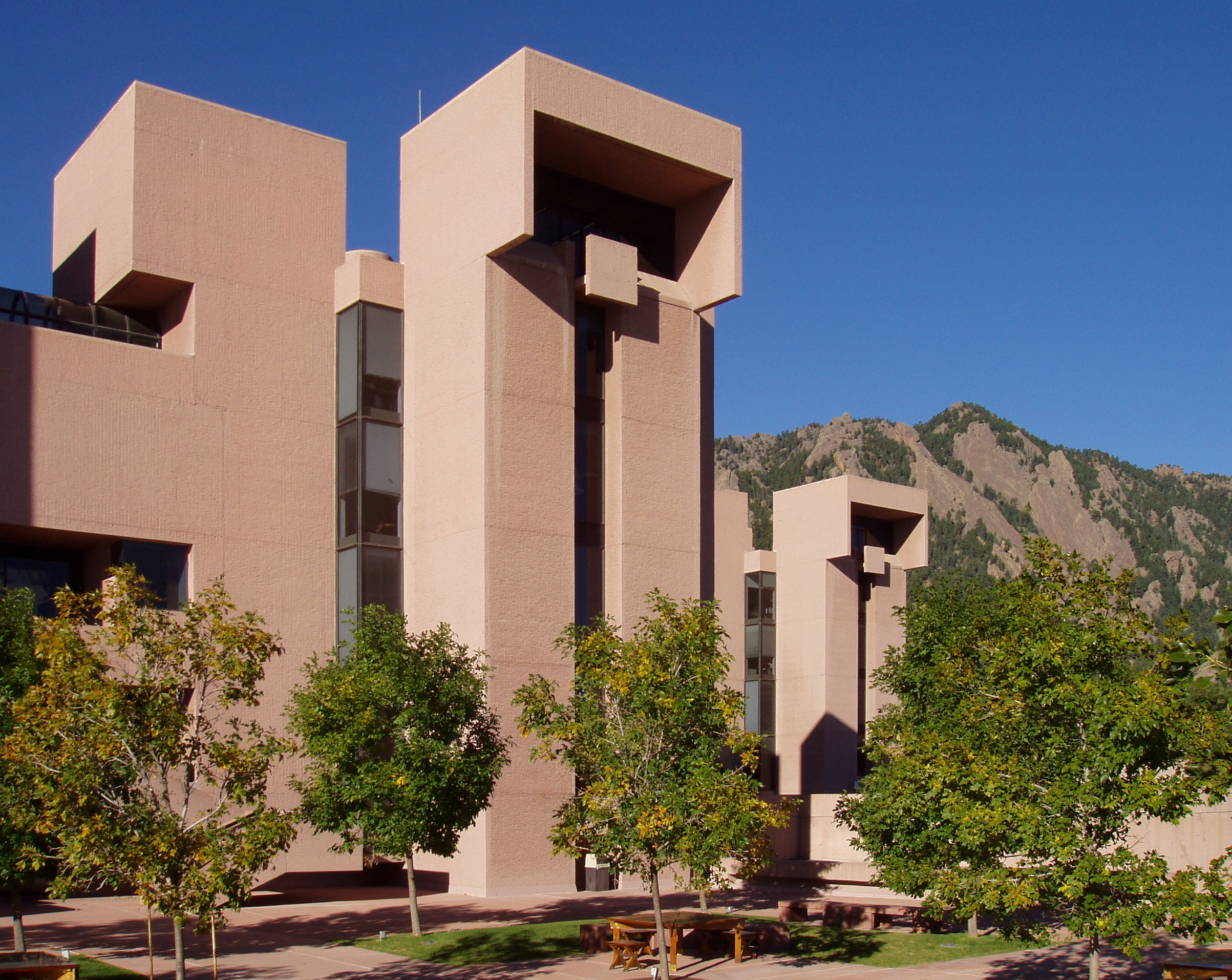
National Center for Atmospheric Research, Boulder (Colorado)
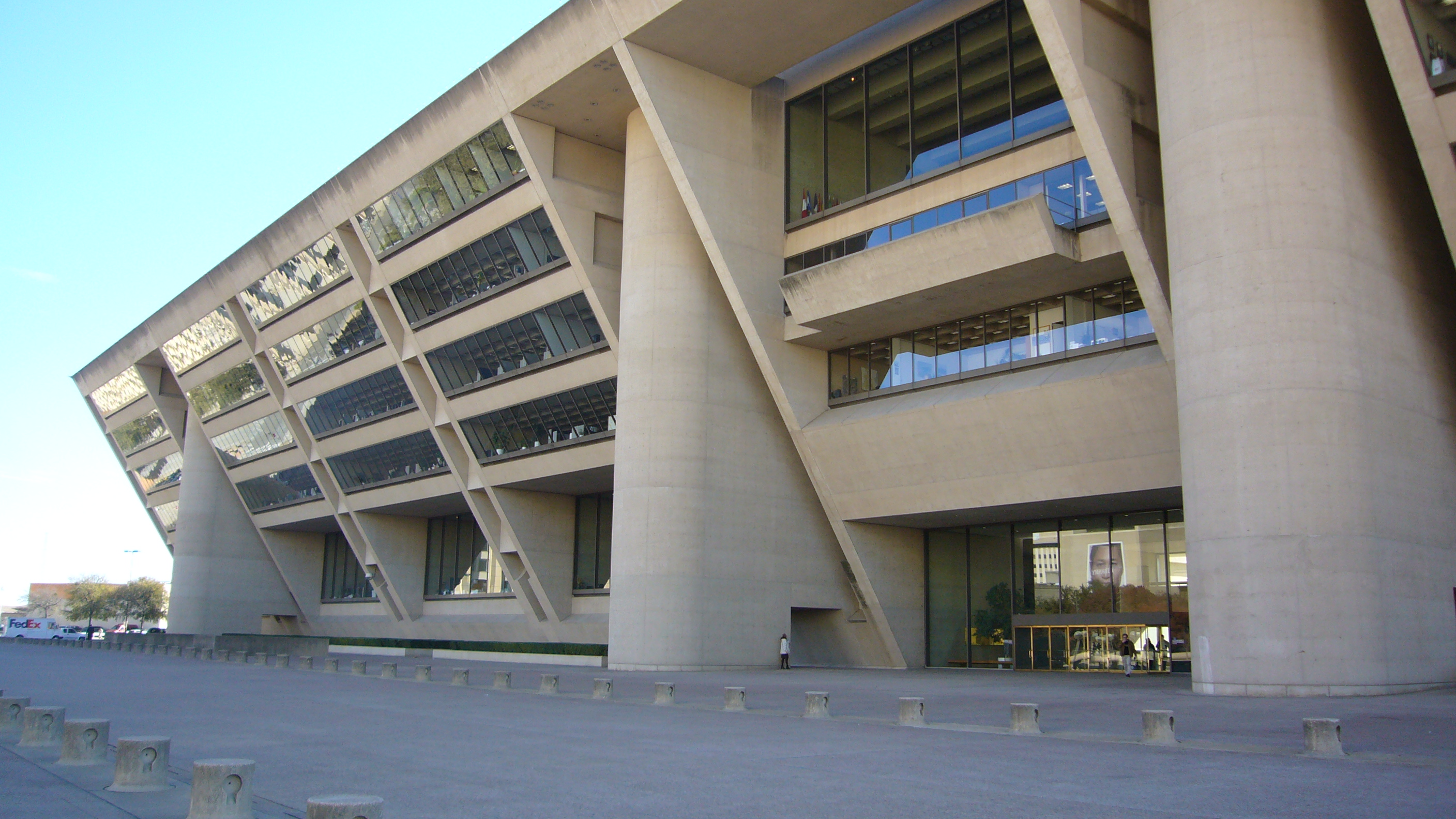
Dallas City Hall, Dallas
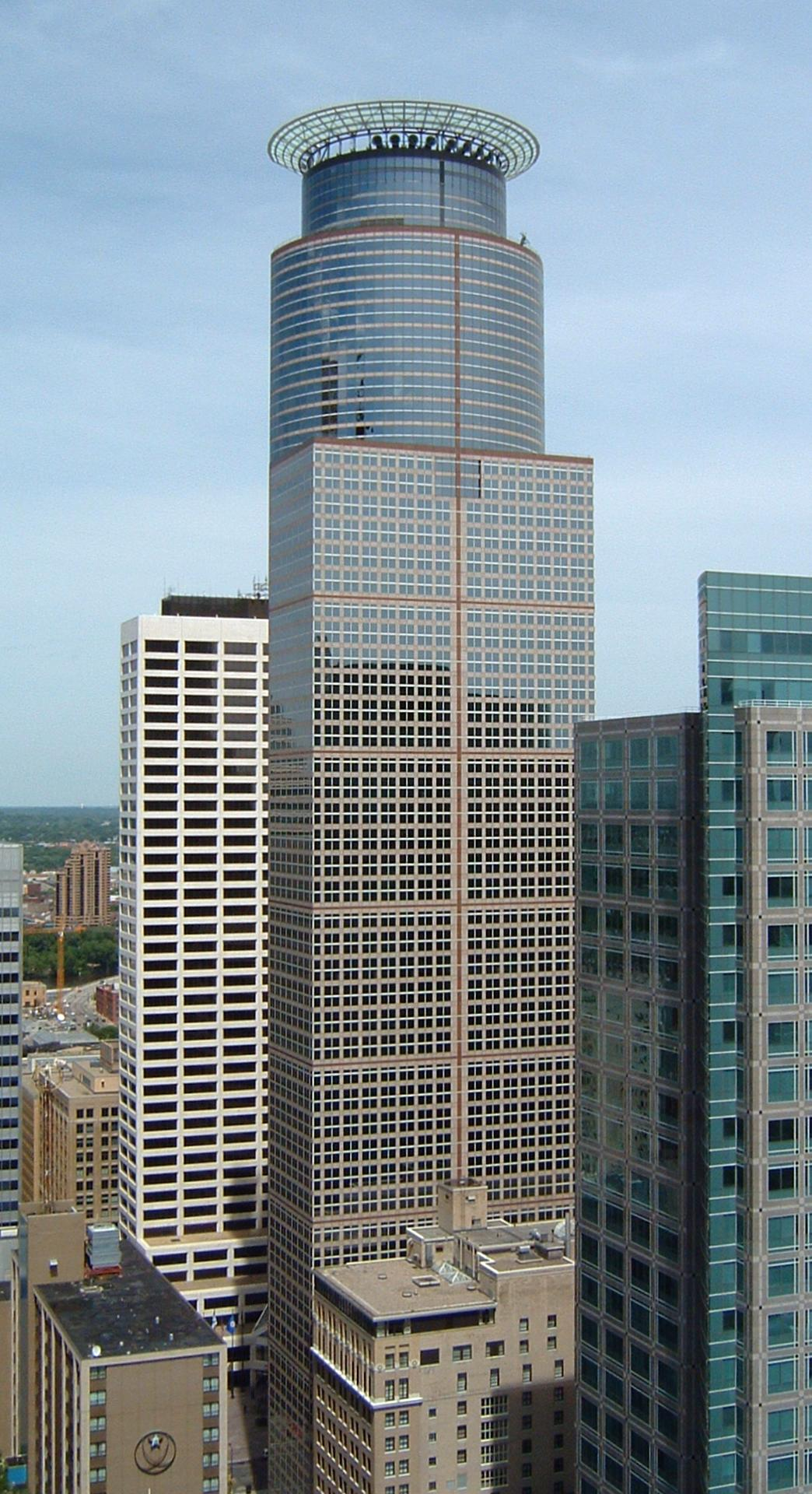
225 South Sixth, Minneapolis
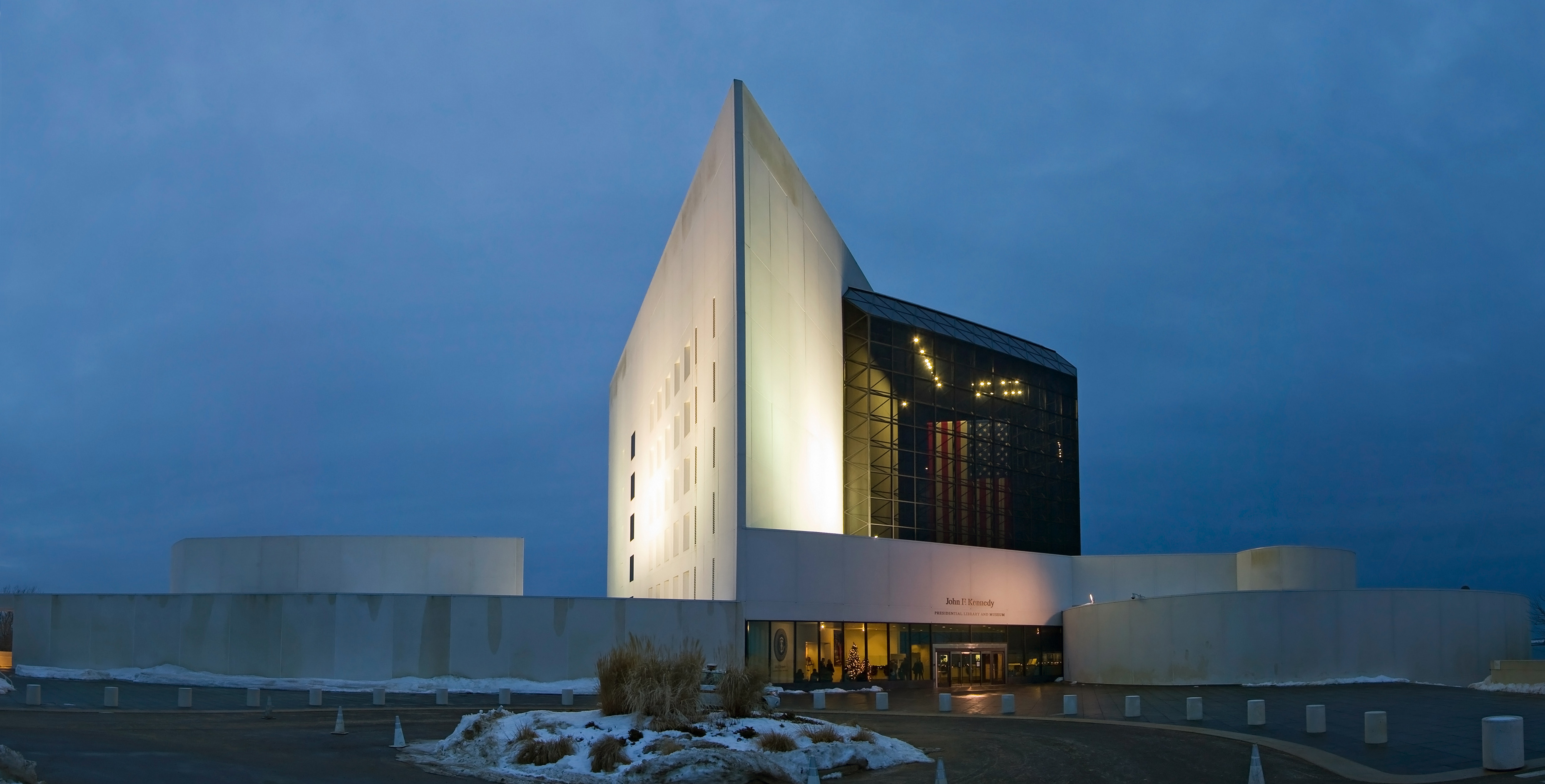
John F. Kennedy Library, Boston
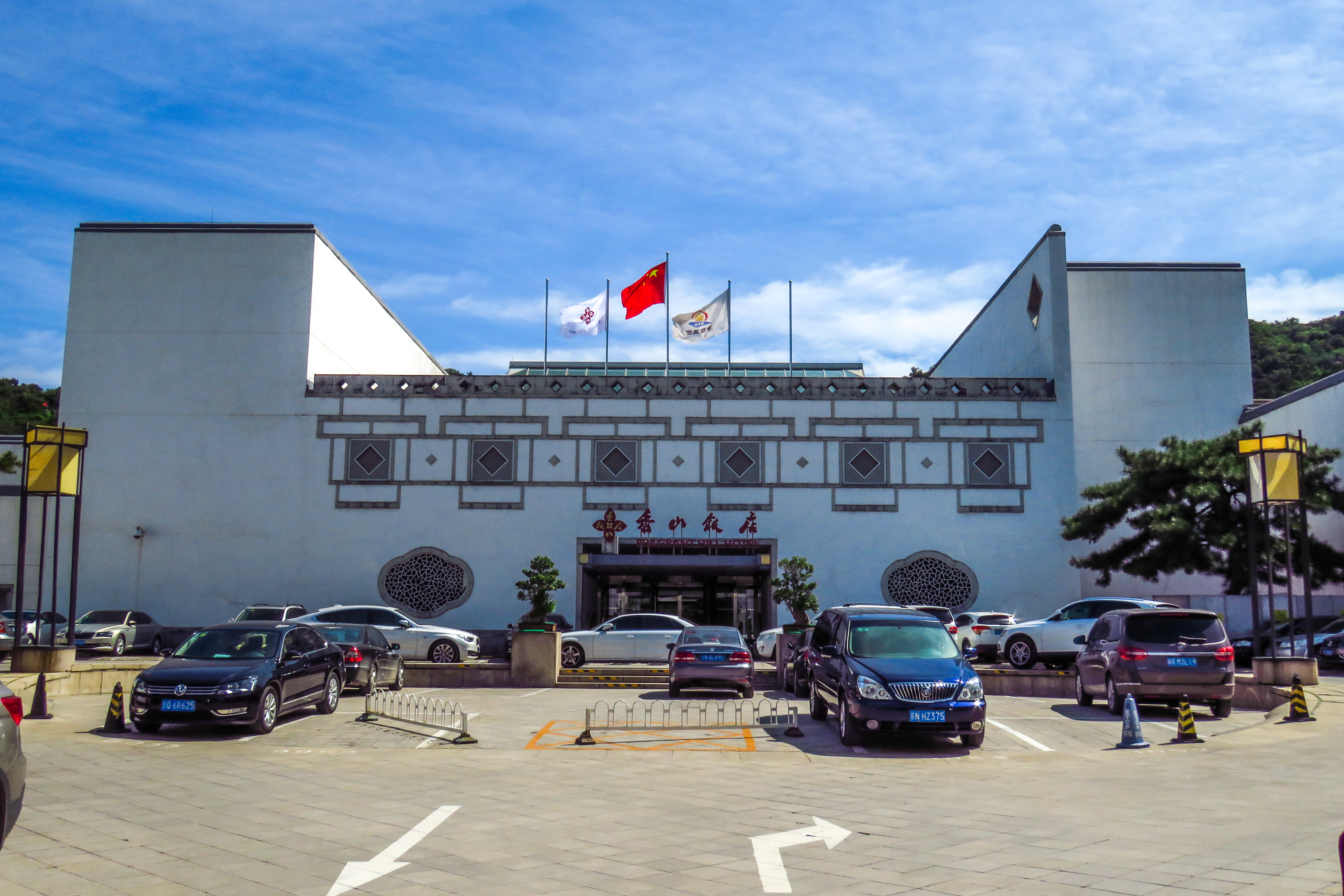
Fragrant Hill Hotel, Peking
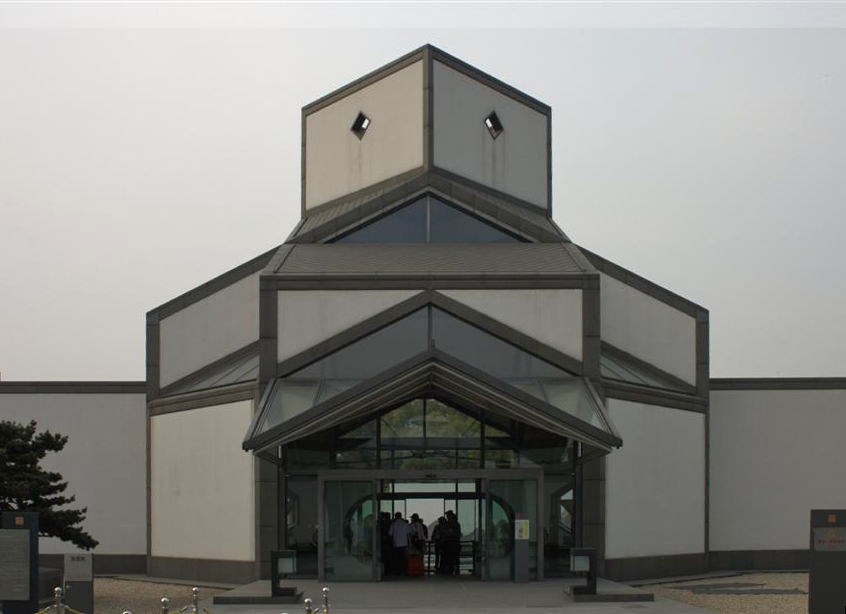
Suzhou-Museum, Suzhou
Musée d’Art Moderne Grand-Duc Jean, Luxemburg
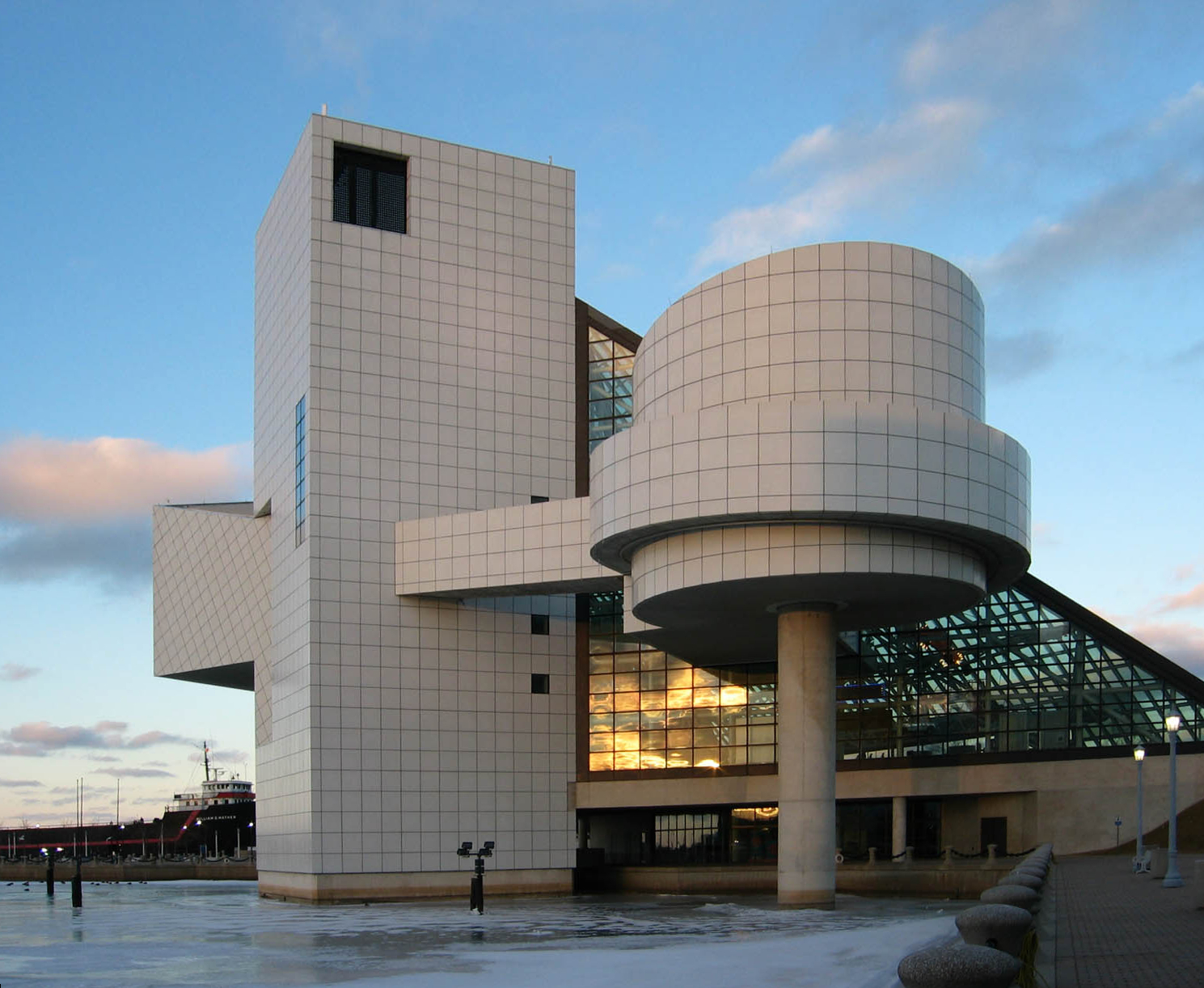
Rock ’n’ Roll Hall of Fame and Museum, Cleveland

## Auszeichnungen
- 1963: Aufnahme in die American Academy of Arts and Letters.[11]
- 1965: Wahl zum Mitglied („NA“) der National Academy of Design in New York[12]
- 1967: Wahl in die American Academy of Arts and Sciences[13]

- 1979: Goldmedaille des American Institute of Architects
- 1981: Aufnahme in die American Philosophical Society[14]
- 1983: Pritzker-Preis („Nobelpreis für Architektur“)
- 1983: Ehrenmitgliedschaft des Bundes Deutscher Architekten BDA
- 1983: Auswärtiges Mitglied der Académie des Beaux-Arts
- 1988: National Medal of Arts
- 1989: Praemium Imperiale
- 1993: Medal of Freedom von US-Präsident George H. W. Bush
- 1993: Officier de La Légion d'Honneur
- 2003: Henry C. Turner Prize
- 2005: „Orient und Okzident“-Preis der Erwin-Wickert-Stiftung (Akademie der Wissenschaften und der Literatur Mainz)
- 2010: Royal Gold Medal
- Ehrendoktorate der Universitäten von Harvard, New York, Pennsylvania, Massachusetts, Rochester, Columbia, Colorado, Hongkong, der American University of Paris und anderen

## Dokumentarfilme
- First Person Singular: I.M. Pei. Dokumentarfilm, USA 1997, 90 Min., Regie: Peter Rosen, Produktion: Peter Rosen Productions, PBS[15]
- Mandarin der Moderne. Dokumentarfilm, Deutschland, 1998, 60 Min., Regie: Gero von Boehm, Produktion: Interscience, arte, Erstsendung: 4. März 1998[16]
- Building on the past – I.M. Pei and the royal arsenal. Dokumentarfilm zu Peis Werk in Berlin, Regie: Jeremy JP Fekete, Produktion: RBB/arte, 2005[17]